# Qui est l'exemple ?
 (août 2012).
Si vous disposez d'ouvrages ou d'articles de référence ou si vous connaissez des sites web de qualité traitant du thème abordé ici, merci de compléter l'article en donnant les références utiles à sa vérifiabilité et en les liant à la section « Notes et références ».
Singles de Rohff
T.D.S.I
(2001) 5.9.1
(2002)
Qui est l'exemple ? est une chanson du rappeur français Rohff en duo avec la chanteuse Kayliah. Produite par Doltz & Reego et réalisée par Manu Key, le titre sort en single le 29 janvier 2002 sous les labels Virgin Music et EMI.
2e single extrait de son 2e album studio, La Vie avant la mort, c'est le plus grand succès du rappeur (800 000 exemplaires vendus). Certifié disque de platine quatre mois après sa sortie, ce titre a été nommé aux NRJ Music Awards 2003 dans la catégorie « Chanson francophone de l'année ».
La chanson contient un sample de Your Love de Lime (1981).

## Liste des pistes
- CD single

1. Qui est l'exemple ? - 03:50
2. Miroir, Miroir - 04:30
3. Qui est l'exemple ? (Instrumental) - 03:21

## Classement hebdomadaire
| Classement (2002)                       | Meilleure position |
| --------------------------------------- | ------------------ |
| Suisse (Schweizer Hitparade)            | 3                  |
| Belgique (Wallonie Ultratop 50 Singles) | 5                  |
| France (SNEP)                           | 1                  |